# Den hemliga trädgården (film, 2020)
Den hemliga trädgården (originaltitel: The Secret Garden) är ett brittiskt familjedrama från 2020 i regi av Marc Munden, delvis baserat på Frances Hodgson Burnetts roman Den hemliga trädgården.
Filmen hade biopremiär i Sverige den 17 juli 2020, utgiven av SF Studios.

## Handling
I den här filmatiseringen är handlingen förlagd till 1940-talet. Mary Lennox är en energisk och nyfiken 10-årig flicka som föddes i Indien med förmögna brittiska föräldrar. Efter föräldrarnas död har Mary flyttat tillbaka till England, där hon får bo med sin morbror Archibald Craven på hans avlägsna herrgård Misselthwaite, bland hedarna i Yorkshire. I den privilegierade men strikta miljön inser hon att familjen bär på hemligheter och att det finns en magisk trädgård i ägorna.

## Medverkande i urval
| Dixie Egerickx      | – Mary             |
| Richard Hansell     | – George           |
| David Verrey        | – Jeremy           |
| Tommy Gene Surridge | – Billy            |
| Julie Walters       | – Mrs. Medlock     |
| Maeve Dermody       | – Alice            |
| Colin Firth         | – Archibald Craven |
| Isis Davis          | – Martha           |
| Amir Wilson         | – Dickon           |
| Anne Lacey          | – Mrs. Pitcher     |
| Edan Hayhurst       | – Colin            |
| Rupert Young        | – Marcus           |
| Jemma Powell        | – Grace            |
| Sonia Goswami       | – Ayah             |

## Produktion
Filmen producerades i Storbritannien, Frankrike, USA och Kina. Den lanserades två år efter inspelningarna. Manuset är skrivet av Jack Thorne och filmen är producerad av Rosie Alison.

## Utgivningar
Den finns utgiven digitalt och på dvd. Det finns även en roman med samma titel av Linda Chapman, som är baserad på filmen.